# 수리남의 공휴일
수리남의 공휴일은 다음과 같다.
| 날짜                  | 이름               | 비고                                   |
| --------------------- | ------------------ | -------------------------------------- |
| 1월 1일               | 새해 첫날          |                                        |
| 1월 6일               | 주님 공현 대축일   |                                        |
| 1월 셋째 일요일       | 세계 종교의 날     |                                        |
| 음력 1월 1일          | 춘절               |                                        |
| 2월 25일              | 혁명기념일         | 1980년 쿠데타 발생.                    |
| 3월 중(이동)          | 홀리               |                                        |
| 3월 말 ~ 4월 중(이동) | 성금요일           |                                        |
| 3월 말 ~ 4월 중(이동) | 부활절             |                                        |
| 5월 1일               | 노동절             |                                        |
| 5~6월 중(이동)        | 주님 승천 대축일   | 부활절로부터 39일 후에 해당하는 목요일 |
| 6월 5일               | 인도인 도착 기념일 |                                        |
| 7월 1일               | 케티 코티          |                                        |
| 8월 8일               | 자바인 도착 기념일 |                                        |
| 8월 9일               |                    |                                        |
| 10월 10일             | 마룬의 날          |                                        |
| 10월 20일             | 중국인 도착 기념일 |                                        |
| 10~11월 중(이동)      | 디왈리             |                                        |
| 11월 25일             | 독립기념일         |                                        |
| 12월 25일             | 크리스마스         |                                        |
| 12월 26일             | 박싱 데이          |                                        |